# Distichona auriceps
Distichona auriceps là một loài ruồi trong họ Tachinidae.